# Wereldkampioenschap voetbal 1950 (kwalificatie)
De kwalificatie voor het wereldkampioenschap voetbal 1950 duurde van 2 juni 1949 tot en met 15 april 1950 en zou bepalen welke landen mochten deelnemen aan het wereldkampioenschap voetbal in 1950.
Italië (titelverdediger) en Brazilië (gastland) speelden geen kwalificatie, maar mochten automatisch deelnemen aan het hoofdtoernooi. Er deden verder 36 landen mee uit 3 confederaties. 
Veel landen schreven zich niet in voor het WK het hele Oostblok waaronder de voormalige finalisten Hongarije en Tsjecho-Slowakije schreef zich om politieke redenen niet in, landen als Nederland en Noorwegen voelden zich nog niet hersteld van de Tweede Wereldoorlog en Duitsland en Japan mochten vanwege hun aandeel aan deze oorlog niet meedoen.
In vergelijking met het vorige WK plaatsten zes Europese landen, vorig WK twaalf. Zuid-Amerika leverde vijf deelnemers, vorig WK één, Noord-Amerika leverde twee deelnemers in plaats van één, Azië verloor zijn enige deelnemer.
In vergelijking met het vorige WK plaatsten Zwitserland, Italië, Zweden en Brazilië zich opnieuw voor het WK, Frankrijk werd uitgeschakeld door Joegoslavië, Cuba door zowel de Verenigde Staten als Mexico. De plaatsen van Hongarije, Tsjecho-Slowakije, Nederland, België, Roemenië, Duitsland, Noorwegen, Polen en Nederlands-Indië werden ingenomen door Uruguay, Paraguay, Chili, Engeland en Spanje. 

## Groepen en wedstrijden
Legenda

### Groep 1
Voor de eerste keer deden de uitvinders van het voetbal, de Britse landen mee aan het WK. Alle vier landen zaten in dezelfde poule, Ierland is eigenlijk Noord-Ierland, maar speelde onder de naam Ierland tot 1953 en stelde ook spelers op die in Ierland geboren waren, vier van hen speelden zelfs ook kwalificatiewedstrijden voor het onafhankelijke Ierland. De eerste twee landen zouden zich kwalificeren voor het WK, maar voor het toernooi verklaarde George Graham namens Schotland, dat het land alleen maar zou deelnemen aan het WK, als het eerste zou worden, een nogal moedige uitspraak in een groep met Engeland. Nadat beide landen de wedstrijden van Wales en Noord-Ierland hadden gewonnen, was de laatste wedstrijd in Glasgow beslissend, de druk lag door de uitspraak bij Schotland. Voor 133.000 toeschouwers won Engeland met 0-1 van de Schotten door een doelpunt van Roy Bentley en ondanks smeekbedes van zowel Schotse als Engelse spelers bleef de Schotse Bond bij hun uitspraak. De FIFA bood de vrijgekomen plaats aan Frankrijk aan, eerst namen die het aanbod aan maar uiteindelijk sloegen ook zij het aanbod af.
| Pos | Land      | Wed | Win | Gel | Ver | DV | DT | +/− | Pnt |
| --- | --------- | --- | --- | --- | --- | -- | -- | --- | --- |
| 1.  | Engeland  | 3   | 3   | 0   | 0   | 14 | 3  | +11 | 6   |
| 2.  | Schotland | 3   | 2   | 0   | 1   | 10 | 3  | +7  | 4   |
| 3.  | Ierland   | 3   | 0   | 1   | 2   | 4  | 17 | –13 | 1   |
| 4.  | Wales     | 3   | 0   | 1   | 2   | 1  | 6  | –5  | 1   |

|                                                     |                |       |                                                                           |                                                                                    |
| 1 oktober 1949 «onderlinge duels» 15:00 uur (UTC+1) | Ierland        | 2 – 8 | Schotland                                                                 | Windsor Park, Belfast Toeschouwers: 50.000 Scheidsrechter: Reginald Mortimer (ENG) |
| 1 oktober 1949 «onderlinge duels» 15:00 uur (UTC+1) | Smyth 50', 59' |       | 2', 70', 88' Morris 5', 31' (pen.) Waddell 23' Steel 24' Reilly 80' Mason | Windsor Park, Belfast Toeschouwers: 50.000 Scheidsrechter: Reginald Mortimer (ENG) |

|                                                      |               |       |                                     |                                                                            |
| 15 oktober 1949 «onderlinge duels» 15:00 uur (UTC+1) | Wales         | 1 – 4 | Engeland                            | Ninian Park, Cardiff Toeschouwers: 61.079 Scheidsrechter: Jack Mowat (SCO) |
| 15 oktober 1949 «onderlinge duels» 15:00 uur (UTC+1) | Griffiths 80' |       | 22' Mortensen 29', 34', 66' Milburn | Ninian Park, Cardiff Toeschouwers: 61.079 Scheidsrechter: Jack Mowat (SCO) |

|                                                    |                         |       |       |                                                                            |
| 9 november 1949 «onderlinge duels» 14:30 uur (UTC) | Schotland               | 2 – 0 | Wales | Hampden Park, Glasgow Toeschouwers: 73.782 Scheidsrechter: Edgar Law (ENG) |
| 9 november 1949 «onderlinge duels» 14:30 uur (UTC) | McPhail 25' Linwood 78' |       |       | Hampden Park, Glasgow Toeschouwers: 73.782 Scheidsrechter: Edgar Law (ENG) |

|                                                     |                                                                           |       |                       |                                                                                    |
| 16 november 1949 «onderlinge duels» 14:30 uur (UTC) | Engeland                                                                  | 9 – 2 | Ierland               | Maine Road, Manchester Toeschouwers: 69.742 Scheidsrechter: Mervyn Griffiths (WAL) |
| 16 november 1949 «onderlinge duels» 14:30 uur (UTC) | Rowley 6', 47', 56', 58' Froggatt 25' Mortensen 35', 50' Pearson 33', 68' |       | 55' Smyth 75' Brennan | Maine Road, Manchester Toeschouwers: 69.742 Scheidsrechter: Mervyn Griffiths (WAL) |

|                                                 |       |       |         |                                                                                      |
| 8 maart 1950 «onderlinge duels» 16:15 uur (UTC) | Wales | 0 – 0 | Ierland | Racecourse Ground, Wrexham Toeschouwers: 30.000 Scheidsrechter: Reginald Leafe (ENG) |
| 8 maart 1950 «onderlinge duels» 16:15 uur (UTC) |       |       |         | Racecourse Ground, Wrexham Toeschouwers: 30.000 Scheidsrechter: Reginald Leafe (ENG) |

|                                                  |           |             |          |                                                                                  |
| 15 april 1950 «onderlinge duels» 15:00 uur (UTC) | Schotland | 0 – 1       | Engeland | Hampden Park, Glasgow Toeschouwers: 133.300 Scheidsrechter: Reginald Leafe (ENG) |
| 15 april 1950 «onderlinge duels» 15:00 uur (UTC) |           | 64' Bentley |          | Hampden Park, Glasgow Toeschouwers: 133.300 Scheidsrechter: Reginald Leafe (ENG) |

### Groep 2
Turkije speelde eerst tegen Syrië, het won beide wedstrijden met groot gemak en zou daarna tegen Oostenrijk spelen. Oostenrijk trok zich terug, omdat de ploeg zich te onervaren voelde om deel te
nemen en Turkije plaatste zich voor de eerste keer voor het eindtoernooi. Echter, Turkije trok zich terug, omdat de financiële kosten naar het verre Brazilië te hoog waren. 

#### Eerste ronde
| Pos | Land    | Wed | Win | Gel | Ver | DV | DT | +/− | Pnt |
| --- | ------- | --- | --- | --- | --- | -- | -- | --- | --- |
| 1   | Turkije | 1   | 1   | 0   | 0   | 7  | 0  | +7  | 2   |
| 2   | Syrië   | 1   | 0   | 0   | 1   | 0  | 7  | −7  | 0   |

|                                                       |                                                                          |       |       |                                                                    |
| 20 november 1949 «onderlinge duels» 14:00 uur (UTC+2) | Turkije                                                                  | 7 – 0 | Syrië | Ankara 19 Mayısstadion, Ankara Scheidsrechter: Antonio Gamba (ITA) |
| 20 november 1949 «onderlinge duels» 14:00 uur (UTC+2) | Cansever 12', 16', 87' Eken 44' Kücükandonyadis 66' Keskin 67' Kilic 72' |       |       | Ankara 19 Mayısstadion, Ankara Scheidsrechter: Antonio Gamba (ITA) |

#### Tweede ronde
| Pos | Land       | Wed                                       | Win                                       | Gel                                       | Ver                                       | DV                                        | DT                                        | +/−                                       | Pnt                                       |
| --- | ---------- | ----------------------------------------- | ----------------------------------------- | ----------------------------------------- | ----------------------------------------- | ----------------------------------------- | ----------------------------------------- | ----------------------------------------- | ----------------------------------------- |
| —   | Turkije    | gekwalificeerd, maar later teruggetrokken | gekwalificeerd, maar later teruggetrokken | gekwalificeerd, maar later teruggetrokken | gekwalificeerd, maar later teruggetrokken | gekwalificeerd, maar later teruggetrokken | gekwalificeerd, maar later teruggetrokken | gekwalificeerd, maar later teruggetrokken | gekwalificeerd, maar later teruggetrokken |
| —   | Oostenrijk | teruggetrokken                            | teruggetrokken                            | teruggetrokken                            | teruggetrokken                            | teruggetrokken                            | teruggetrokken                            | teruggetrokken                            | teruggetrokken                            |

### Groep 3
Joegoslavië schakelde eerst simpel het zojuist ontstane land Israël uit, alvorens het moest opnemen tegen Frankrijk. De wedstrijden gingen gelijk op, zowel de wedstrijd in Belgrado als in Parijs eindigde in 1-1. In de beslissingswedstrijd in Florence leek Frankrijk de wedstrijd te beslissen via een laat doelpunt Jean Luciano in de 83e minuut, maar in de 84e minuut kreeg Joegoslavië een strafschop, die werd benut door Prvoslav Mihajlović. In de verlengingen kwam er nog steeds geen beslissing tot de 114e minuut, toen Željko Čajkovski het winnende doelpunt maakte. Frankrijk sloeg het aanbod alsnog naar het WK te gaan vanwege een hoop afzeggingen af, een moordend speelschema was hier debet aan. Het was voor de eerste keer dat Frankrijk zich niet plaatste voor het WK. Joegoslavië was het enige Oostblokland dat zich inschreef voor het WK, alle Oostbloklanden deden niet mee, maar Joegoslavië had zich in 1948 afgescheiden van het Oostblok na een conflict met de Sovjet-Unie (lees: Tito versus Stalin). Het land had in 1948 Olympisch zilver gewonnen en gold als een outsider.

#### Eerste ronde
| Pos | Land        | Wed | Win | Gel | Ver | DV | DT | +/− | Pnt |
| --- | ----------- | --- | --- | --- | --- | -- | -- | --- | --- |
| 1   | Joegoslavië | 2   | 2   | 0   | 0   | 11 | 2  | +9  | 4   |
| 2   | Israël      | 2   | 0   | 0   | 2   | 2  | 11 | −9  | 0   |

|                                                       |                                                                     |       |        |                                                                                   |
| 21 augustus 1949 «onderlinge duels» 16:15 uur (UTC+1) | Joegoslavië                                                         | 6 – 0 | Israël | JNA-Stadion, Belgrado Toeschouwers: 35.000 Scheidsrechter: Giovanni Galeati (ITA) |
| 21 augustus 1949 «onderlinge duels» 16:15 uur (UTC+1) | Pajević 12', 19', 26' Senčar 44' Že. Čajkovski 63' Bobek 83' (pen.) |       |        | JNA-Stadion, Belgrado Toeschouwers: 35.000 Scheidsrechter: Giovanni Galeati (ITA) |

|                                                        |                 |       |                                                              |                                                                                       |
| 18 september 1949 «onderlinge duels» 16:30 uur (UTC+3) | Israël          | 2 – 5 | Joegoslavië                                                  | Maccabiahstadion, Tel Aviv Toeschouwers: 20.000 Scheidsrechter: Yosef Kinstlich (CYP) |
| 18 september 1949 «onderlinge duels» 16:30 uur (UTC+3) | Glazer 65', 76' |       | 19', 64' Valok 20' Bobek 41' Zl. Čajkovski 82' Že. Čajkovski | Maccabiahstadion, Tel Aviv Toeschouwers: 20.000 Scheidsrechter: Yosef Kinstlich (CYP) |

#### Tweede ronde
| Pos | Land        | Wed | Win | Gel | Ver | DV | DT | +/− | Pnt |
| --- | ----------- | --- | --- | --- | --- | -- | -- | --- | --- |
| 1.  | Joegoslavië | 2   | 0   | 2   | 0   | 2  | 2  | 0   | 2   |
| 2.  | Frankrijk   | 2   | 0   | 2   | 0   | 2  | 2  | 0   | 2   |

|                                                     |                   |       |             |                                                                                     |
| 9 oktober 1949 «onderlinge duels» 15:00 uur (UTC+1) | Joegoslavië       | 1 – 1 | Frankrijk   | JNA-Stadion, Belgrado Toeschouwers: 50.000 Scheidsrechter: Karel van der Meer (NED) |
| 9 oktober 1949 «onderlinge duels» 15:00 uur (UTC+1) | Že. Čajkovski 36' |       | 55' Baillot | JNA-Stadion, Belgrado Toeschouwers: 50.000 Scheidsrechter: Karel van der Meer (NED) |

|                                                      |            |       |             |                                                                                                 |
| 30 oktober 1949 «onderlinge duels» 15:00 uur (UTC+1) | Frankrijk  | 1 – 1 | Joegoslavië | Stade Olympique de Colombes, Parijs Toeschouwers: 53.569 Scheidsrechter: Giovanni Galeati (ITA) |
| 30 oktober 1949 «onderlinge duels» 15:00 uur (UTC+1) | Baillot 8' |       | 44' Bobek   | Stade Olympique de Colombes, Parijs Toeschouwers: 53.569 Scheidsrechter: Giovanni Galeati (ITA) |

Play-off
|                                                       |                                               |              |                        |                                                                                              |
| 11 december 1949 «onderlinge duels» 14:00 uur (UTC+1) | Joegoslavië                                   | 3 – 2 (n.v.) | Frankrijk              | Stadio Artemio Franchi, Florence Toeschouwers: 25.000 Scheidsrechter: Giovanni Galeati (ITA) |
| 11 december 1949 «onderlinge duels» 14:00 uur (UTC+1) | Mihajlović 12', 84' (pen.) Že. Čajkovski 114' |              | 13' Walter 83' Luciano | Stadio Artemio Franchi, Florence Toeschouwers: 25.000 Scheidsrechter: Giovanni Galeati (ITA) |

### Groep 4
Groep 4 leek een spannende strijd te worden tussen België en Zwitserland, maar de Belgen trokken zich terug, aangezien het land nog herstelde van de verschrikkingen van de Tweede Wereldoorlog. Zwitserland hoefde nu alleen af te rekenen met Luxemburg, won de thuiswedstrijd met 5-2, stond in de tweede wedstrijd in de rust met 2-1 achter (wat een beslissingswedstrijd zou opleveren), maar herstelde zich na rust, Jacques Fatton scoorde het winnende doelpunt.

#### Eerste ronde
| Pos | Land        | Wed | Win | Gel | Ver | DV | DT | +/− | Pnt |
| --- | ----------- | --- | --- | --- | --- | -- | -- | --- | --- |
| 1   | Zwitserland | 2   | 2   | 0   | 0   | 8  | 4  | +4  | 4   |
| 2   | Luxemburg   | 2   | 0   | 0   | 2   | 4  | 8  | −4  | 0   |

|                                                   |                                                       |       |                      |                                                                               |
| 26 juni 1949 «onderlinge duels» 17:00 uur (UTC+1) | Zwitserland                                           | 5 – 2 | Luxemburg            | Hardturm, Zürich Toeschouwers: 15.000 Scheidsrechter: Charles Delasalle (FRA) |
| 26 juni 1949 «onderlinge duels» 17:00 uur (UTC+1) | Maillard 20' Fatton 30', 41' Ballaman 48' Antenen 59' |       | 3' Wagner 88' Reuter | Hardturm, Zürich Toeschouwers: 15.000 Scheidsrechter: Charles Delasalle (FRA) |

|                                                        |                      |       |                                        |                                                                                     |
| 18 september 1949 «onderlinge duels» 15:30 uur (UTC+1) | Luxemburg            | 2 – 3 | Zwitserland                            | Stade Municipal, Luxemburg Toeschouwers: 3.000 Scheidsrechter: Pierre Theunen (BEL) |
| 18 september 1949 «onderlinge duels» 15:30 uur (UTC+1) | Muller 3' Kremer 38' |       | 1' Maillard 59' Friedländer 75' Fatton | Stade Municipal, Luxemburg Toeschouwers: 3.000 Scheidsrechter: Pierre Theunen (BEL) |

#### Tweede ronde
| Pos | Land        | Wed            | Win            | Gel            | Ver            | DV             | DT             | +/−            | Pnt            |
| --- | ----------- | -------------- | -------------- | -------------- | -------------- | -------------- | -------------- | -------------- | -------------- |
| 1   | Zwitserland | Gekwalificeerd | Gekwalificeerd | Gekwalificeerd | Gekwalificeerd | Gekwalificeerd | Gekwalificeerd | Gekwalificeerd | Gekwalificeerd |
| 2   | België      | Teruggetrokken | Teruggetrokken | Teruggetrokken | Teruggetrokken | Teruggetrokken | Teruggetrokken | Teruggetrokken | Teruggetrokken |

### Groep 5
In groep 5 trok Finland zich halverwege terug, waardoor Zweden en Ierland moesten uitmaken welk land zich plaatste voor het WK. Zweden won in Dublin de beslissende wedstrijd met 1-3 door drie doelpunten van Palmér. Zweden had eerder de Olympische titel veroverd, maar Gunnar Gren, Gunnar Nordahl en Nils Liedholm bijgenaamd Gre-No-Li vertrokken naar AC Milan en aangezien alleen amateurspelers werden geselecteerd voor het nationale team speelden de drie beste spelers van het land niet mee.
| Pos | Land                     | Wed | Win | Gel | Ver | DV | DT | +/− | Pnt |
| --- | ------------------------ | --- | --- | --- | --- | -- | -- | --- | --- |
| 1.  | Zweden                   | 2   | 2   | 0   | 0   | 6  | 2  | +4  | 6   |
| 2.  | Ierland                  | 4   | 1   | 1   | 2   | 6  | 7  | –1  | 3   |
| 3.  | Finland (teruggetrokken) | 2   | 0   | 1   | 1   | 1  | 4  | –3  | 1   |

|                                                  |                                              |       |          |                                                                                  |
| 2 juni 1949 «onderlinge duels» 18:00 uur (UTC+1) | Zweden                                       | 3 – 1 | Ierland  | Råsundastadion, Stockholm Toeschouwers: 38.000 Scheidsrechter: Louis Baert (BEL) |
| 2 juni 1949 «onderlinge duels» 18:00 uur (UTC+1) | Anderson 17' (pen.) Jeppson 37' Liedholm 69' |       | 9' Walsh | Råsundastadion, Stockholm Toeschouwers: 38.000 Scheidsrechter: Louis Baert (BEL) |

|                                                       |                                  |       |         |                                                                              |
| 8 september 1949 «onderlinge duels» 18:30 uur (UTC+1) | Ierland                          | 3 – 0 | Finland | Dalymount Park, Dublin Toeschouwers: 22.479 Scheidsrechter: Bill Evans (ENG) |
| 8 september 1949 «onderlinge duels» 18:30 uur (UTC+1) | Gavin 35' Martin 44' (pen.), 68' |       |         | Dalymount Park, Dublin Toeschouwers: 22.479 Scheidsrechter: Bill Evans (ENG) |

|                                                     |                                                                   |       |            |                                                                                    |
| 2 oktober 1949 «onderlinge duels» 13:30 uur (UTC+1) | Zweden                                                            | 8 – 1 | Finland    | Malmö Idrottsplats, Malmö Toeschouwers: 18.247 Scheidsrechter: Ludvig Jørkov (DEN) |
| 2 oktober 1949 «onderlinge duels» 13:30 uur (UTC+1) | Jönsson 7', 9', 17' Rydell 24', 75', 83' Palmér 41' Jakobsson 89' |       | 4' Vaihela | Malmö Idrottsplats, Malmö Toeschouwers: 18.247 Scheidsrechter: Ludvig Jørkov (DEN) |

Uitslag telt niet mee, Finland trok zich terug. Deze wedstrijd geldt als vriendschappelijk daarna.
|                                                     |             |       |             |                                                                                         |
| 9 oktober 1949 «onderlinge duels» 14:00 uur (UTC+2) | Finland     | 1 – 1 | Ierland     | Olympisch Stadion, Helsinki Toeschouwers: 13.000 Scheidsrechter: Johan Bronkhorst (NED) |
| 9 oktober 1949 «onderlinge duels» 14:00 uur (UTC+2) | Vaihela 89' |       | 65' Farrell | Olympisch Stadion, Helsinki Toeschouwers: 13.000 Scheidsrechter: Johan Bronkhorst (NED) |

|                                                     |                   |       |                     |                                                                                |
| 13 november 1949 «onderlinge duels» 14:30 uur (UTC) | Ierland           | 1 – 3 | Zweden              | Dalymount Park, Dublin Toeschouwers: 41.031 Scheidsrechter: William Ling (ENG) |
| 13 november 1949 «onderlinge duels» 14:30 uur (UTC) | Martin 61' (pen.) |       | 4', 40', 68' Palmér | Dalymount Park, Dublin Toeschouwers: 41.031 Scheidsrechter: William Ling (ENG) |

### Groep 6
In de "Iberiaanse derby" was Spanje duidelijk te sterk voor Portuga, na een 5-1 in Madrid was een 2-2 gelijkspel genoeg om het WK te halen. Topspeler Zarra was de opmerkelijkste speler, hij scoorde drie keer in deze twee wedstrijd en was lange tijd de topscorer van "La liga", pas meer dan zeventig jaar later werd dat record verbroken door Lionel Messi en later Christiano Ronaldo.
| Pos | Land     | Wed | Win | Gel | Ver | DV | DT | +/− | Pnt |
| --- | -------- | --- | --- | --- | --- | -- | -- | --- | --- |
| 1   | Spanje   | 2   | 1   | 1   | 0   | 7  | 3  | +4  | 3   |
| 2   | Portugal | 2   | 0   | 1   | 1   | 3  | 7  | −4  | 1   |

|                                                   |                                                  |       |             |                                                                                      |
| 2 april 1950 «onderlinge duels» 17:00 uur (UTC+1) | Spanje                                           | 5 – 1 | Portugal    | Estadio Nuevo Chamartín, Madrid Toeschouwers: 80.000 Scheidsrechter: Reg Leafe (ENG) |
| 2 april 1950 «onderlinge duels» 17:00 uur (UTC+1) | Zarra 11', 58' Basora 13' Panizo 15' Molowny 65' |       | 36' Cabrita | Estadio Nuevo Chamartín, Madrid Toeschouwers: 80.000 Scheidsrechter: Reg Leafe (ENG) |

|                                                 |                           |       |                      |                                                                       |
| 9 april 1950 «onderlinge duels» 16:30 uur (UTC) | Portugal                  | 2 – 2 | Spanje               | Jamor, Lissabon Toeschouwers: 30.000 Scheidsrechter: Jack Mowat (SCO) |
| 9 april 1950 «onderlinge duels» 16:30 uur (UTC) | Travassos 51' Correia 53' |       | 24' Zarra 82' Gaínza | Jamor, Lissabon Toeschouwers: 30.000 Scheidsrechter: Jack Mowat (SCO) |

### Groep 7
Argentinië trok zich terug, waardoor Bolivia en Chili zich automatisch plaatsten. Argentinië en Brazilië leefden in onmin, omdat een jaar voor het WK Argentinië niet kwam opdagen bij de Copa America van 1949, de reden was dat Argentinië dat in de jaren veertig oppermachtig was in Zuid-Amerika veel spelers kwijtraakten zoals Alfredo di Stefano. Het chagrijn tussen beide voetbalbonden mopperde door en Argentinië trok zich ook terug voor het WK.
| Pos | Land       | Wed            | Win            | Gel            | Ver            | DV             | DT             | +/−            | Pnt            |
| --- | ---------- | -------------- | -------------- | -------------- | -------------- | -------------- | -------------- | -------------- | -------------- |
| 1   | Bolivia    | Gekwalificeerd | Gekwalificeerd | Gekwalificeerd | Gekwalificeerd | Gekwalificeerd | Gekwalificeerd | Gekwalificeerd | Gekwalificeerd |
| 1   | Chili      | Gekwalificeerd | Gekwalificeerd | Gekwalificeerd | Gekwalificeerd | Gekwalificeerd | Gekwalificeerd | Gekwalificeerd | Gekwalificeerd |
|     | Argentinië | teruggetrokken | teruggetrokken | teruggetrokken | teruggetrokken | teruggetrokken | teruggetrokken | teruggetrokken | teruggetrokken |

### Groep 8
Ook in deze groep trokken landen zich terug, waardoor Uruguay en Paraguay zich plaatsten. Beide landen waren outsider voor de titel, Paraguay met name op basis van hun goede prestatie op de Copa America, toen het tweede werd en in de groepsfase zelfs won van Brazilië. Urguay, de eerste wereldkampioen ooit kende een teleurstellende Coppa, eindigde als zesde (van de acht) en verloor met 5-1 van Brazilië. 
| Pos | Land     | Wed            | Win            | Gel            | Ver            | DV             | DT             | +/−            | Pnt            |
| --- | -------- | -------------- | -------------- | -------------- | -------------- | -------------- | -------------- | -------------- | -------------- |
| 1   | Uruguay  | Gekwalificeerd | Gekwalificeerd | Gekwalificeerd | Gekwalificeerd | Gekwalificeerd | Gekwalificeerd | Gekwalificeerd | Gekwalificeerd |
| 1   | Paraguay | Gekwalificeerd | Gekwalificeerd | Gekwalificeerd | Gekwalificeerd | Gekwalificeerd | Gekwalificeerd | Gekwalificeerd | Gekwalificeerd |
|     | Ecuador  | teruggetrokken | teruggetrokken | teruggetrokken | teruggetrokken | teruggetrokken | teruggetrokken | teruggetrokken | teruggetrokken |
|     | Peru     | teruggetrokken | teruggetrokken | teruggetrokken | teruggetrokken | teruggetrokken | teruggetrokken | teruggetrokken | teruggetrokken |

### Groep 9
Het Noord-Amerikaanse continent was het enige continent, waar geen afvallers waren. Het NAFC-kampioenschap diende als basis voor plaatsing van het WK, twee teams zouden zich plaatsen voor het WK in een groep van drie teams. Het toernooi werd gehouden in Mexico en alle drie de ploegen speelden twee keer tegen elkaar. Mexico was een klasse apart in deze groep en won alle wedstrijden met ruim verschil, de Verenigde Staten verloren met 0-6 en 2-6 van Mexico. Beslissend voor de tweede plaats was een wedstrijd tussen de Verenigde Staten en Cuba, Amerika won met 5-2 en plaatste zich ook voor het WK.
| Pos | Land             | Wed | Win | Gel | Ver | DV | DT | +/− | Pnt |
| --- | ---------------- | --- | --- | --- | --- | -- | -- | --- | --- |
| 1.  | Mexico           | 4   | 4   | 0   | 0   | 17 | 2  | +15 | 8   |
| 2.  | Verenigde Staten | 4   | 1   | 1   | 2   | 8  | 15 | −7  | 3   |
| 3.  | Cuba             | 4   | 0   | 1   | 3   | 3  | 11 | −8  | 1   |

|                                     |                  |                                                            |        |                                                                                            |
| 4 september 1949 «onderlinge duels» | Verenigde Staten | 0 – 6                                                      | Mexico | Estadío de los Deportes, Mexico-Stad Toeschouwers: 60.000 Scheidsrechter: José Tapia (CUB) |
| 4 september 1949 «onderlinge duels» |                  | 20' Flores 30' Luna 37', 55', 58' De la Fuente 85' Septién |        | Estadío de los Deportes, Mexico-Stad Toeschouwers: 60.000 Scheidsrechter: José Tapia (CUB) |

|                                      |                      |       |      |                                                                             |
| 11 september 1949 «onderlinge duels» | Mexico               | 2 – 0 | Cuba | Estadío de los Deportes, Mexico-Stad Scheidsrechter: Prudencio García (USA) |
| 11 september 1949 «onderlinge duels» | Luna 26' Casarín 57' |       |      | Estadío de los Deportes, Mexico-Stad Scheidsrechter: Prudencio García (USA) |

|                                      |           |       |                  |                                                          |
| 14 september 1949 «onderlinge duels» | Cuba      | 1 – 1 | Verenigde Staten | Estadío de los Deportes, Mexico-Stad Toeschouwers: 8.000 |
| 14 september 1949 «onderlinge duels» | Gómez 28' |       | 23' Wallace      | Estadío de los Deportes, Mexico-Stad Toeschouwers: 8.000 |

|                                      |                                                            |       |                       |                                                                                            |
| 18 september 1949 «onderlinge duels» | Mexico                                                     | 6 – 2 | Verenigde Staten      | Estadío de los Deportes, Mexico-Stad Toeschouwers: 54.500 Scheidsrechter: José Tapia (CUB) |
| 18 september 1949 «onderlinge duels» | Ortíz 14' Casarín 23', 41', 76' De la Fuente 47' Ochoa 89' |       | 52' Souza 90' Wattman | Estadío de los Deportes, Mexico-Stad Toeschouwers: 54.500 Scheidsrechter: José Tapia (CUB) |

|                                      |                                                  |       |                       |                                                                                            |
| 21 september 1949 «onderlinge duels» | Verenigde Staten                                 | 5 – 2 | Cuba                  | Estadío de los Deportes, Mexico-Stad Toeschouwers: 60.000 Scheidsrechter: José Tapia (CUB) |
| 21 september 1949 «onderlinge duels» | Bahr 16' Souza 23' Matevich 30', 35' Wallace 48' |       | 42' Barquín 50' Veiga | Estadío de los Deportes, Mexico-Stad Toeschouwers: 60.000 Scheidsrechter: José Tapia (CUB) |

|                                      |                                    |       |      |                                                                             |
| 25 september 1949 «onderlinge duels» | Mexico                             | 3 – 0 | Cuba | Estadío de los Deportes, Mexico-Stad Scheidsrechter: Prudencio García (USA) |
| 25 september 1949 «onderlinge duels» | Naranjo 44' Flores 58' Naranjo 88' |       |      | Estadío de los Deportes, Mexico-Stad Scheidsrechter: Prudencio García (USA) |

### Groep 10
| Pos        | Land  | Wed                                       | Win                                       | Gel                                       | Ver                                       | DV                                        | DT                                        | +/−                                       | Pnt                                       |
| ---------- | ----- | ----------------------------------------- | ----------------------------------------- | ----------------------------------------- | ----------------------------------------- | ----------------------------------------- | ----------------------------------------- | ----------------------------------------- | ----------------------------------------- |
| 1          | India | Gekwalificeerd, maar later teruggetrokken | Gekwalificeerd, maar later teruggetrokken | Gekwalificeerd, maar later teruggetrokken | Gekwalificeerd, maar later teruggetrokken | Gekwalificeerd, maar later teruggetrokken | Gekwalificeerd, maar later teruggetrokken | Gekwalificeerd, maar later teruggetrokken | Gekwalificeerd, maar later teruggetrokken |
|            | Birma | teruggetrokken                            | teruggetrokken                            | teruggetrokken                            | teruggetrokken                            | teruggetrokken                            | teruggetrokken                            | teruggetrokken                            | teruggetrokken                            |
| Indonesië  |       | teruggetrokken                            | teruggetrokken                            | teruggetrokken                            | teruggetrokken                            | teruggetrokken                            | teruggetrokken                            | teruggetrokken                            | teruggetrokken                            |
| Filipijnen |       | teruggetrokken                            | teruggetrokken                            | teruggetrokken                            | teruggetrokken                            | teruggetrokken                            | teruggetrokken                            | teruggetrokken                            | teruggetrokken                            |

Birma, de Filipijnen en Indonesië trokken zich terug waardoor India zich automatisch plaatste, maar ook zij trokken zich terug. Decennialang werd verondersteld dat India zich had teruggetrokken omdat de spelers door de FIFA verplicht waren voetbalschoenen te dragen en dat ze dat niet wilden. Financiële redenen en het hoger aanzien van de Olympische Spelen in de ogen van de Indiërs bleken echter de voornaamste redenen.

## Gekwalificeerde landen

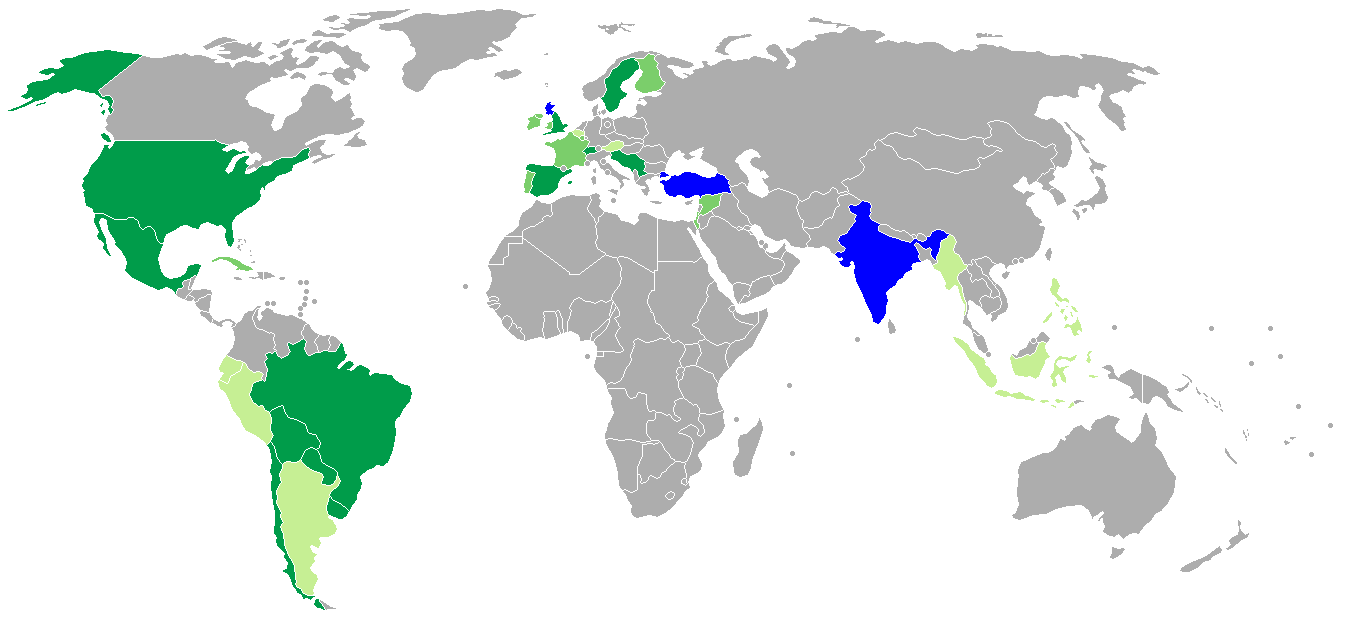
Niet deelgenomen aan de kwalificatie
Trokken zich terug of werden niet geaccepteerd door de FIFA
Namen deel aan de kwalificatie maar kwalificeerden zich niet
Gekwalificeerde landen
Gekwalificeerd voor het WK maar daarna teruggetrokken
Land mocht van de FIFA niet deelnemen aan de kwalificatie

| FIFA-lid         | Confederatie  | Kwalificatie    | Aantal dln. (inclusief 1950) | Dln. op rij | Eerste dln. | Laatste dln. | Titels (exclusief 1950) | Beste prestatie |
| ---------------- | ------------- | --------------- | ---------------------------- | ----------- | ----------- | ------------ | ----------------------- | --------------- |
| Italië           | Europa        | Titelverdediger | 3e                           | 3           | 1934        | 1938         | 2                       | Kampioen        |
| Brazilië         | CONMEBOL      | Gastland        | 4e                           | 4           | 1930        | 1938         | 0                       | Tweede          |
| Engeland         | Europa        | Winnaar groep 1 | 1e                           | 1           | n.v.t.      | n.v.t.       | n.v.t.                  | n.v.t.          |
| Joegoslavië      | Europa        | Winnaar groep 3 | 2e                           | 1           | 1930        | 1930         | 0                       | Halve finale    |
| Zwitserland      | Europa        | Winnaar groep 4 | 3e                           | 3           | 1934        | 1938         | 0                       | Kwartfinale     |
| Zweden           | Europa        | Winnaar groep 5 | 3e                           | 3           | 1934        | 1938         | 0                       | Vierde plaats   |
| Spanje           | Europa        | Winnaar groep 6 | 2e                           | 1           | 1934        | 1934         | 0                       | Kwartfinale     |
| Bolivia          | CONMEBOL      | Groep 7         | 2e                           | 1           | 1930        | 1930         | 0                       | Groepsfase      |
| Chili            | CONMEBOL      | Groep 7         | 2e                           | 1           | 1930        | 1930         | 0                       | Groepsfase      |
| Uruguay          | CONMEBOL      | Groep 8         | 2e                           | 1           | 1930        | 1930         | 1                       | Kampioen        |
| Paraguay         | CONMEBOL      | Groep 8         | 2e                           | 1           | 1930        | 1930         | 0                       | Groepsfase      |
| Mexico           | Noord-Amerika | Winnaar groep 9 | 2e                           | 1           | 1930        | 1930         | 0                       | Groepsfase      |
| Verenigde Staten | Noord-Amerika | Tweede groep 9  | 3e                           | 1           | 1930        | 1934         | 0                       | Derde           |
| India            | Azië          | Groep 10        | 1e                           | 1           | n.v.t.      | n.v.t.       | n.v.t.                  | n.v.t.          |
| Schotland        | Europa        | Tweede groep 1  | 1e                           | 1           | n.v.t.      | n.v.t.       | n.v.t.                  | n.v.t.          |
| Turkije          | Europa/Azië   | Winnaar groep 2 | 1e                           | 1           | n.v.t.      | n.v.t.       | n.v.t.                  | n.v.t.          |